# Платония
Платония замечательная (лат. Platonia insignis) — вид листопадных деревьев из рода Платония семейства Клузиевые.

## Описание
Происходит из влажных тропических лесов Бразилии, Парагвая, Колумбии и Гайаны, вырастает до 25 м, имеет пирамидальную крону. Кора в большом количестве содержит латекса. Листья продолговатые или эллиптические, длиной до 15 см, с волнистыми краями. Плод круглый, жёлто-коричневый, диаметром 7,5—12,5 см, с толстой мясистой кожурой, содержащей клейкий латекс. Внутри плода содержится белая ароматная мякоть с 1—4 крупными продолговатыми чёрно-бурыми семенами. Мякоть плода съедобна: её едят в свежем виде, а также используют для получения мармелада, желе и шербета.

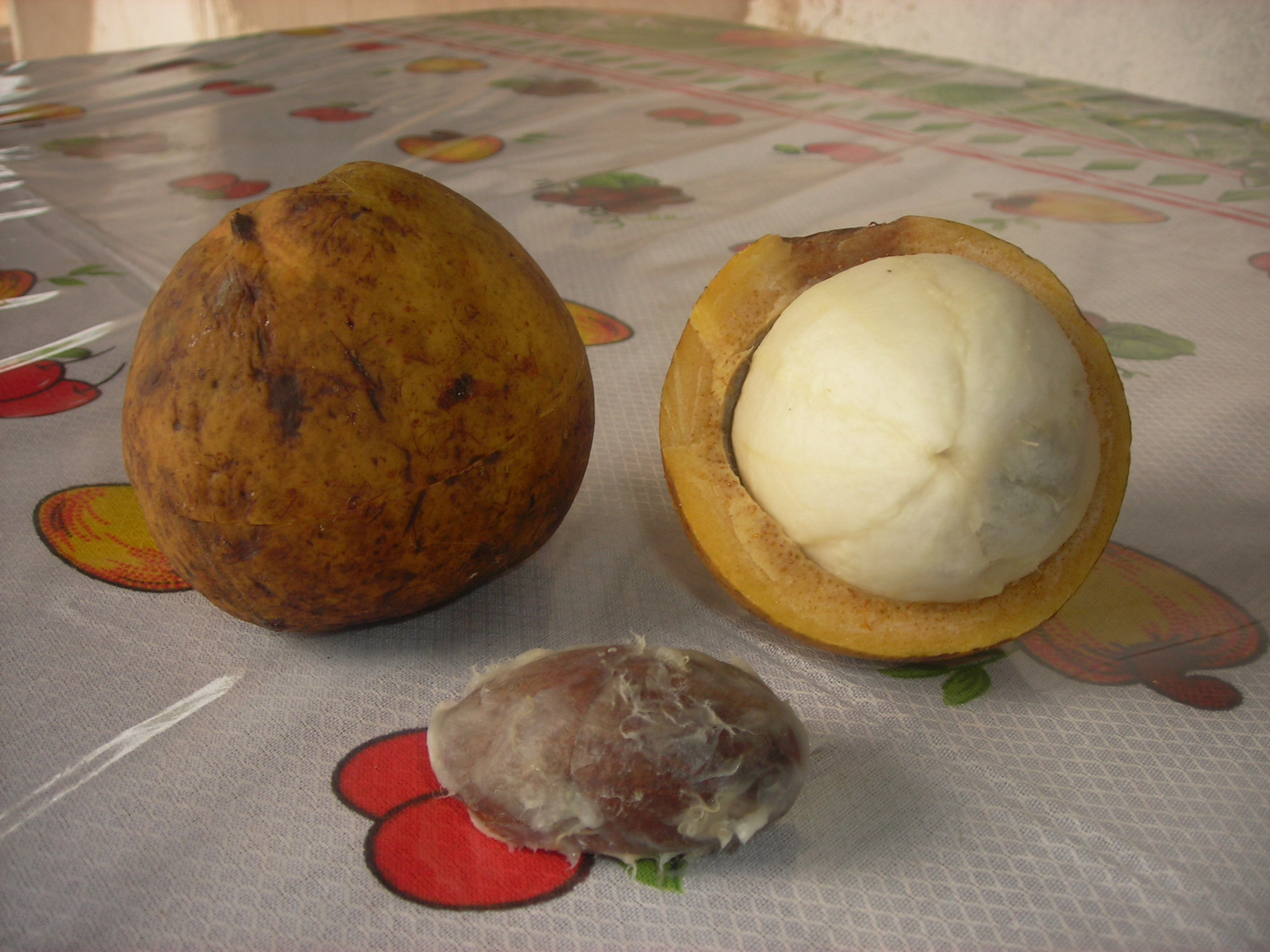
Плоды
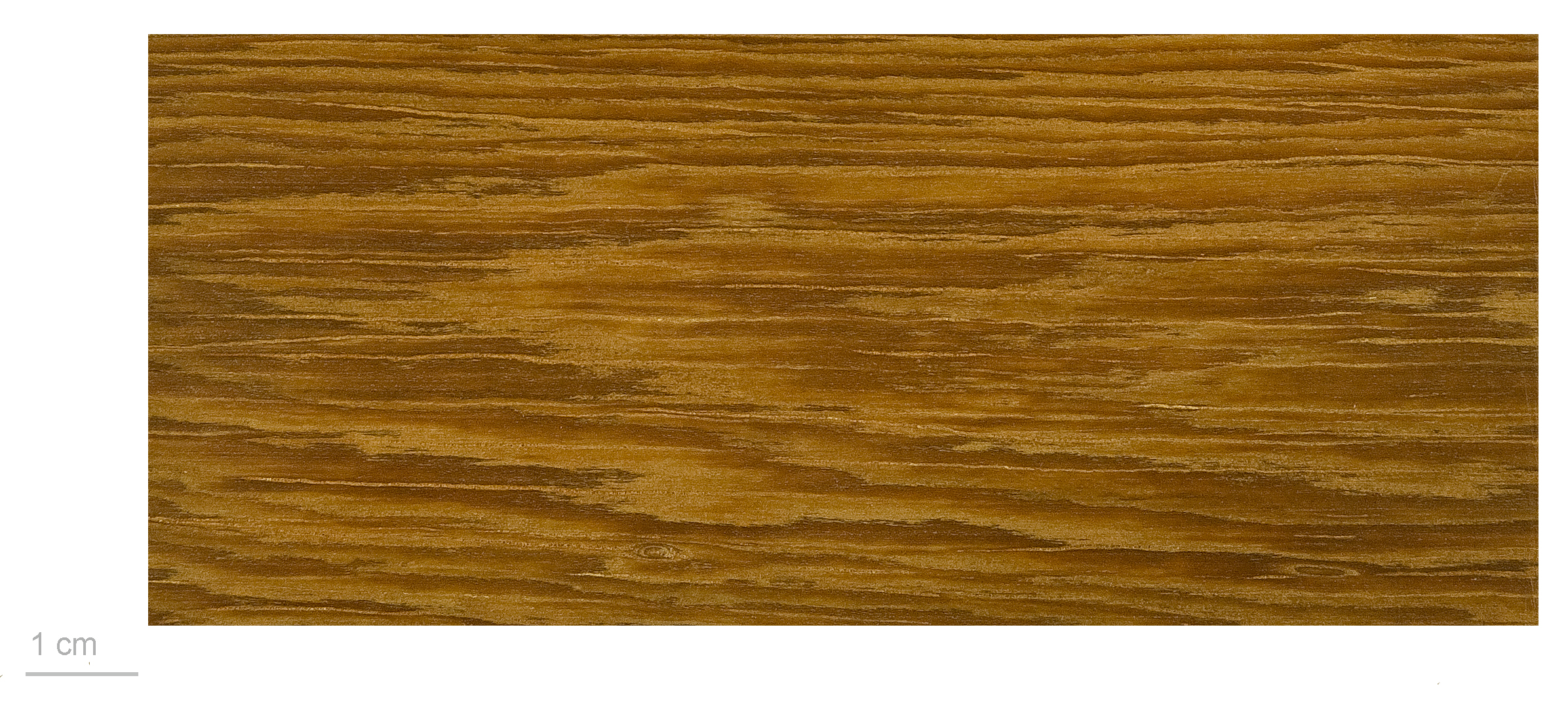
Древесина, Тулузский музеум